# Hooversville
Hooversville es un borough ubicado en el condado de Somerset en el estado estadounidense de Pensilvania. En el año 2000 tenía una población de 779 habitantes y una densidad poblacional de 458 personas por km².

## Geografía
Hooversville se encuentra ubicado en las coordenadas 40°08′57″N 78°54′51″O / 40.14917, -78.91417.

## Demografía
Según la Oficina del Censo en 2000 los ingresos medios por hogar en la localidad eran de $27,578 y los ingresos medios por familia eran $34,375. Los hombres tenían unos ingresos medios de $25,500 frente a los $21,597 para las mujeres. La renta per cápita para la localidad era de $13,298. Alrededor del 12.8% de la población estaba por debajo del umbral de pobreza.